# 마미엘라목
마미엘라목(Mamiellales)은 알파 분류학에서, 녹조식물문에 속하는 조류 목의 하나이다. 2개 과에 10종을 포함하고 있다. 세포와 편모는 몇 가지 유형의 거미줄 모양 비늘로 덮여있다. 비늘이 없는 종류도 있지만, 비늘에 덮인 종들과 비슷한 색소를 가진다.

## 하위 분류
- 바티콕쿠스과 (Bathycoccaceae) Marin & Melkonian
- 마미엘라과 (Mamiellaceae) Moestrup